# Jozef Mihál
Jozef Mihál (* 18. března 1965 Bratislava, Československo) je slovenský politik, spoluzakladatel politické strany Demokrati. V letech 2010–2012 působil ve funkci ministra práce, sociálních věcí a rodiny ve vládě Ivety Radičové.

## Život
V letech 1983–1988 studoval Fakultu matematiky, fyziky a informatiky Univerzity Komenského.
V letech 2005–2006 působil jako vládní poradce při vytváření vládní reformy zdravotního pojištění. Působil jako místopředseda pro ekonomiku ve straně Sloboda a Solidarita. 
V evropských volbách v roce 2024 kandidoval na 14. místě kandidátní listiny Demokratů, ale nebyl zvolen. Strana totiž získala jen 4,68 % hlasů a tedy žádný mandát.
Vlastní firmu zabývající se daňovým poradenstvím.